# Slag om Ismaïlia
De Slag om Ismaïlia was de laatste slag tussen de Egyptische krijgsmacht en het Israëlisch defensieleger in de Jom Kippoeroorlog van 18 tot 22 oktober 1973 ten zuiden van de stad 
Ismaïlia op de westelijke oever van het Suezkanaal in Egypte. Ariel Sharon trachtte Ismaïlia in te nemen maar Egyptische parachutisten en commando’s hielden stand.

## Achtergrond
Op 6 oktober 6 1973 waren het 2e Leger en het 3e Leger van de Egyptische krijgsmacht het Suezkanaal overgestoken met Operatie Badr en op 10 oktober hadden ze een strook van 15 km diep van de Sinaï die in de Zesdaagse Oorlog verloren gegaan was heroverd op Israël. 
Om de Syrische strijdkrachten te helpen, beval Anwar Sadat om op 14 oktober verder aan te vallen, zonder beschutting van luchtafweer, maar Egypte verloor de Slag om de Sinaï. 
Het Israëlisch defensieleger begon een tegenaanval om met Operatie Abirey-Halev zelf het Suezkanaal over te steken naar de westelijke oever om de 2e en 3e Legers van Egypte af te snijden van bevoorrading. Ze wonnen de Slag om de Chinese boerderij om de weg naar het kanaal vrij te maken.
Op 15 oktober hadden de Israëli twee bruggen gelegd over het Suezkanaal bij Deversoir ten noorden van het Grote Bittermeer. Op 16 oktober staken drie Israëlische pantserdivisies het Suezkanaal over naar de westelijke oever in Egypte. Twee reden naar het zuiden om Suez in te nemen en de 143e pantserddivisie van generaal-majoor Ariel Sharon reed naar het noorden om Ismaïlia in te nemen, om de aanvoerlijnen van drie Egyptische divisies van het 2e Leger op de oostelijke oever van het Suezkanaal af te snijden.

### Het slagveld
De westelijke oever van het Suezkanaal lagen tussen het Grote Bittermeer en het kanaal van Ismaïlia 5 versterkingen met 30 m hoge wallen, van waar de Egyptische artillerie naar de Israëli op de oostelijke oever had geschoten bij begin van Operatie Badr: van noord naar zuid: #een pompstation bij Deversoir, de dorpen 
1. Serabaeum,
2. Touscan,
3. Heneidac en
4. Jebel Mariam.

Het was landbouwgebied met dijken, irrigatiekanalen, boomgaarden met mango’s en sinaasappels.
Ten westen van het Suezkanaal en evenwijdig ermee liep het drinkwaterkanaal met drinkwater voor de bewoners.
Het takte af van het Kanaal van Ismaïlia, liep ten oosten van de Nijl bij Caïro naar het Timsahmeer bij Ismaïlia. Er lagen vier bruggen over het kanaal van Ismaïlia.
1. De brug Abu Gamus bij Ismaïlia
2. Een spoorwegbrug bij Nafisha ten westen van Ismaïlia
3. Een verkeersbrug bij Nafisha.
4. De bovenste brug verder naar het westen.

De genie had de bruggen voorzien van explosieven om ze te kunnen opblazen.

### De slagorde

#### De Egyptische krijgsmacht
De reserve van het 2e Leger omvatte de 10e en 118e brigades gemechaniseerde infanterie op de noordelijke oever van het kanaal van Ismaïlia.

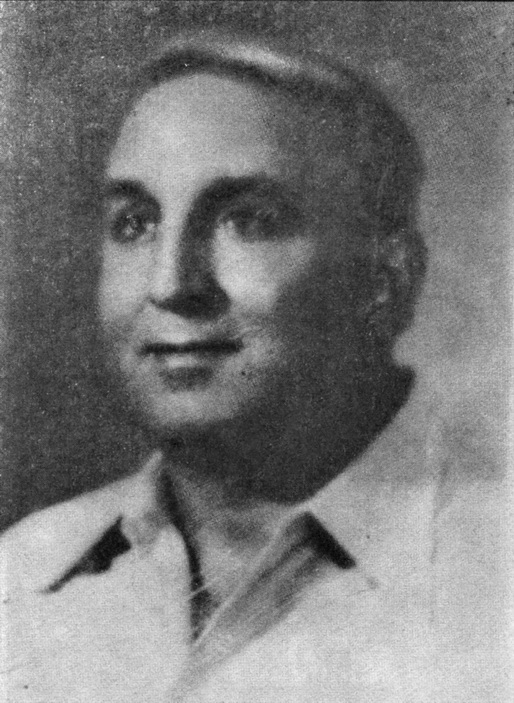
Kolonel Ismail Azmy, commandant van de 182e brigade parachutisten

De 182e brigade Egyptische parachutisten van kolonel Ismail Azmy bestond uit het 81e, 85e en 89e bataljon, elk bestaande uit drie compagnieën en lag ten zuiden van Ismaïlia om te verdedigen tegen een Israëlische aanval.
Ismail Azmy kwam om 24:00 op 17 oktober te Nafisha aan met zijn brigade.
Brigade-generaal Abdul Munim Khaleel, commandant van het 2e Leger duidde de versterkingen aan als in te nemen doelen, omdat de hellingen artilleriesteun konden bieden aan de Egyptische troepen op de oostelijke oever van het Suezkanaal.
De parachutisten moesten ook Serabaeum en de bruggen over het drinkwaterkanaal beveiligen.
Het 85e bataljon parachutisten van luitenant-kolonel 'Atef Monsif had een tegenaanval uitgevoerd bij Deversoir, maar ze hadden 100 doden, gewonden en vermisten en trokken zich bij zonsopgang op 18 oktober terug naar de militaire basis Inshas om te hergroeperen.
In het gebied lag ook het 73e bataljon van de 129e El-Sa'ka Forces. De El-Sa'ka Forces hadden zwaar gevochten bij Serabaeum, Deversoir en de nabije Abu Sultan Air Base. Laat op 17 oktober 17 trokken de twee compagnieën van het bataljon zich terug van Deversoir naar het noorden om Serabaeum te verdedigen.

#### Het Israëlisch defensieleger

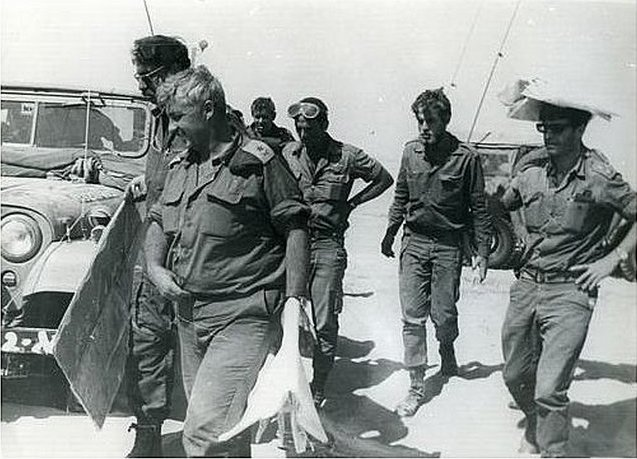
Ariel Sharon, commandant van de 143e pantserdivisie op Egyptische bodem kon Ismaïlia niet innemen.

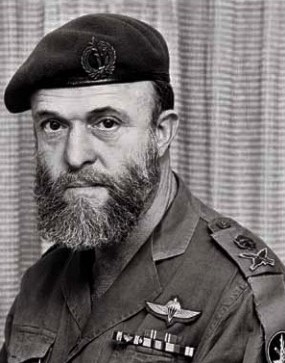
Kolonel Danny Matt viel aan met zijn 243e brigade Israëlische parachutisten voorop.

De parachutisten en enkele tanks waren op 16 oktober overgevaren in rubberbootjes en op vlotten en hielden het Israëlische bruggenhoofd op de westelijke oever van het Suezkanaal.
Op 18 oktober stak de pantserdivisie van Ariel Sharon het Suezkanaal over met de 243e brigade parachutisten van kolonel Danny Matt en een tankbrigade van kolonel Haim Erez.
Sharon wilde het Israëlische bruggenhoofd noordwaarts uitbreiden en kreeg toelating om ook de tankbrigade van kolonel Amnon Reshef het Suezkanaal te laten oversteken, en die deed dat op 19 oktober. De tankbrigade van Amnon Reshef had zwaar gevochten in de Slag om de Chinese boerderij en was afgelost door Israëlische versterkingen.

## De Slag

### 18 oktober

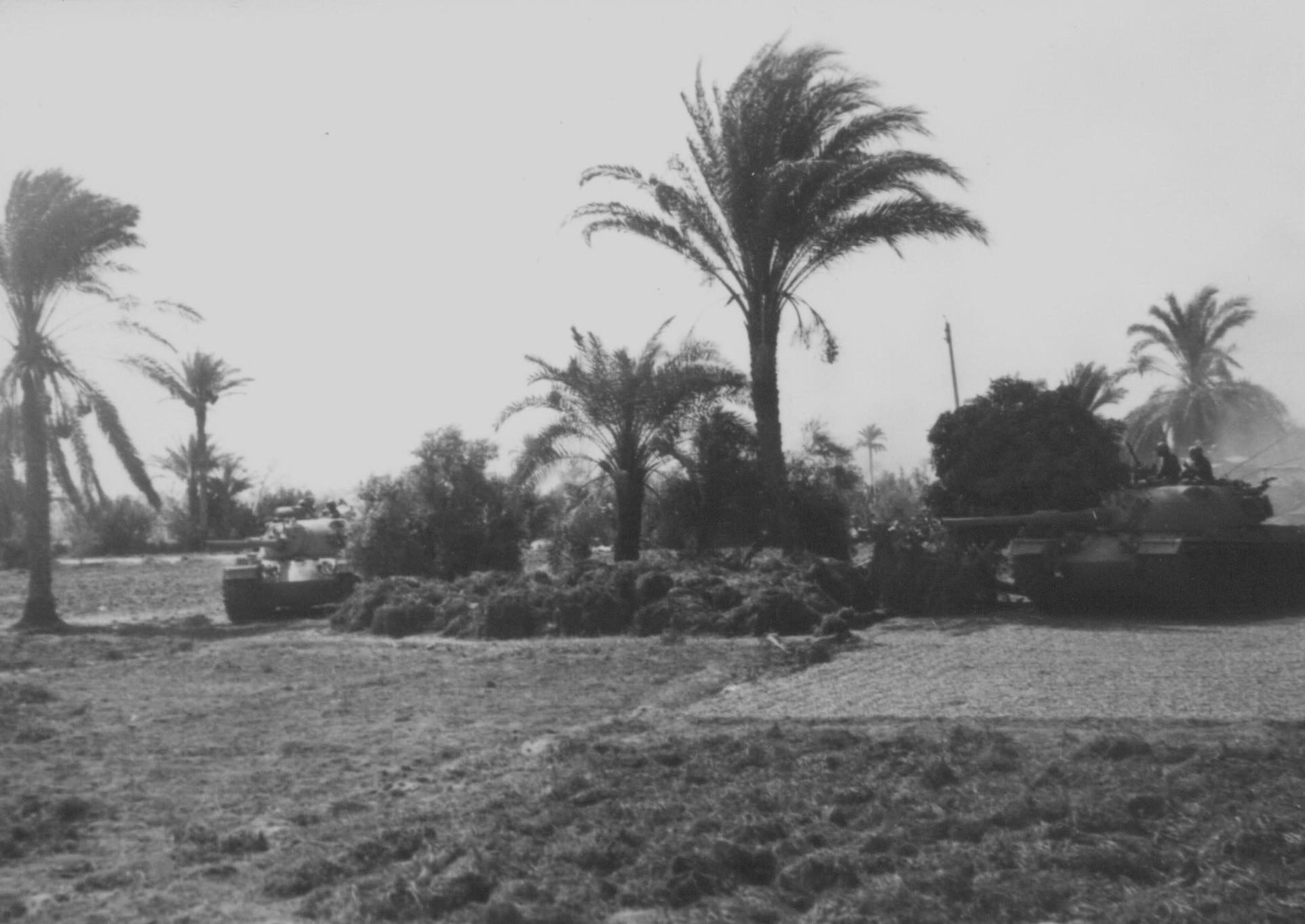
Tanks van Ariel Sharon tijdens de slag.

De ochtend van 18 oktober trokken de Israëlische parachutisten noordwaarts. Sharon beval de aanval, hoewel hij nog geen toestemming had.
Een Israëlisch bataljon reed naar Serabaeum met voorop een compagnie halfrupsvoertuigen.
Het dorp was bezet door een compagnie van het 73e bataljon El-Sa'ka Forces versterkt met een peloton.
De Israëli kwamen onder vuur, maar de commandant beval om door te rijden.
In het dorp stuitten ze op hevige weerstand en het voorste halfrupsvoertuig werd afgesneden.
14 man waaronder de compagniecommandant kapitein Asa Kadmoni schuilden in een huis.
Asa Kadmoni legde zich in een verdekte stelling en liet anderen munitie brengen en vocht drie uur op afstanden van 10 tot 15 m met zijn M72 LAW antitankwapen. 
Andere parachutisten met tanks bereikten de eenheid en evacueerde ze.
De parachutisten telden 11 doden en 27 gewonden. 
Asa Kadmoni ontving de Medal of Valor omdat hij vocht tegen een grote groep vijanden die hem omsingeld hadden, maar hij leverde die later weer in uit protest tegen het Israëlische defensiebeleid.
De andere compagnie van het bataljon El-Sa'ka Forces bezette stellingen ten noorden van Abu Sultan. De Egyptenaren kregen in de nacht van 17 op 18 oktober bevel terug te trekken, maar door hevig vuur konden ze niet uit hun stellingen. 
Ali Heikal beval artilleriebeschieting en in de stelling van de compagnie El-Sa'ka Forces
vielen doden door eigen vuur. 
De Israëlische parachutisten vielen aan in de ochtend en man-tegen-mangevechten volgden.
Beide zijden leden zware verliezen, maar de El-Sa'ka Forces hielden hun stellingen. 
‘s Nachts trokken beide compagnieën terug. 
Het 73e bataljon El-Sa'ka Forces telde op 18 oktober 85 doden waaronder 11 officieren en trok terug om te hergroeperen.

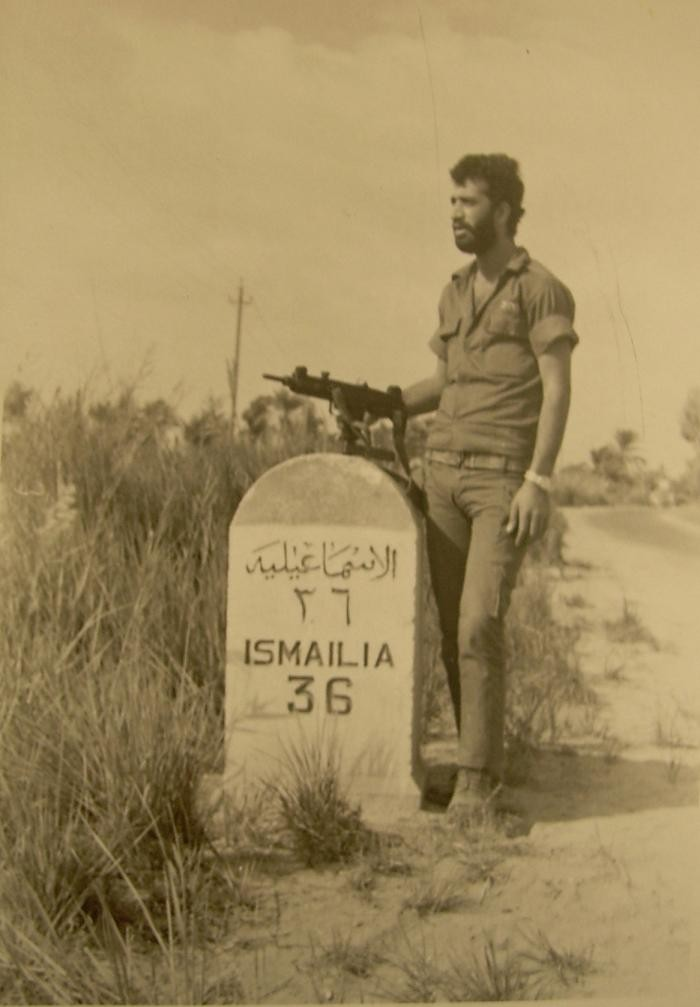
Een Israëlische soldaat met een Uzi-pistoolmitrailleur bij een wegwijzer naar Ismaïlia

In de ochtend trokken de parachutisten van Ismail Azmy naar het zuiden. 
Het 89e bataljon bezette alle vijf versterkingen tussen Jebel Mariam en het pompstation.
De commandant verdeelde zijn troepen gelijk over de vijf versterkingen.
Vanaf de wal bij het pompstation konden de parachutisten de Israëlische pontonbrug bij  Deversoir zien en artillerievuur naar de brug aansturen.
De artillerie van het 2e Leger vuurde tot de volgende dag ononderbroken naar de brug.
Volgens de militaire journalist Edgar O'Ballance vreesden de Israëli de Egyptische kanonniers.
In een nacht van beschieting van de oversteekplaats bij Deversoir raakten 100 Israëli gedood en honderden gewond.
Het nauwkeurige Egyptische artillerievuur alarmeerde de Israëli, die de versterking bij het pompstation met tanks en aanvielen en innamen. 
De bataljonscommandant zette een tegenaanval in om het pompstation te heroveren, maar enkel met de oorspronkelijke troepen en dat mislukte.

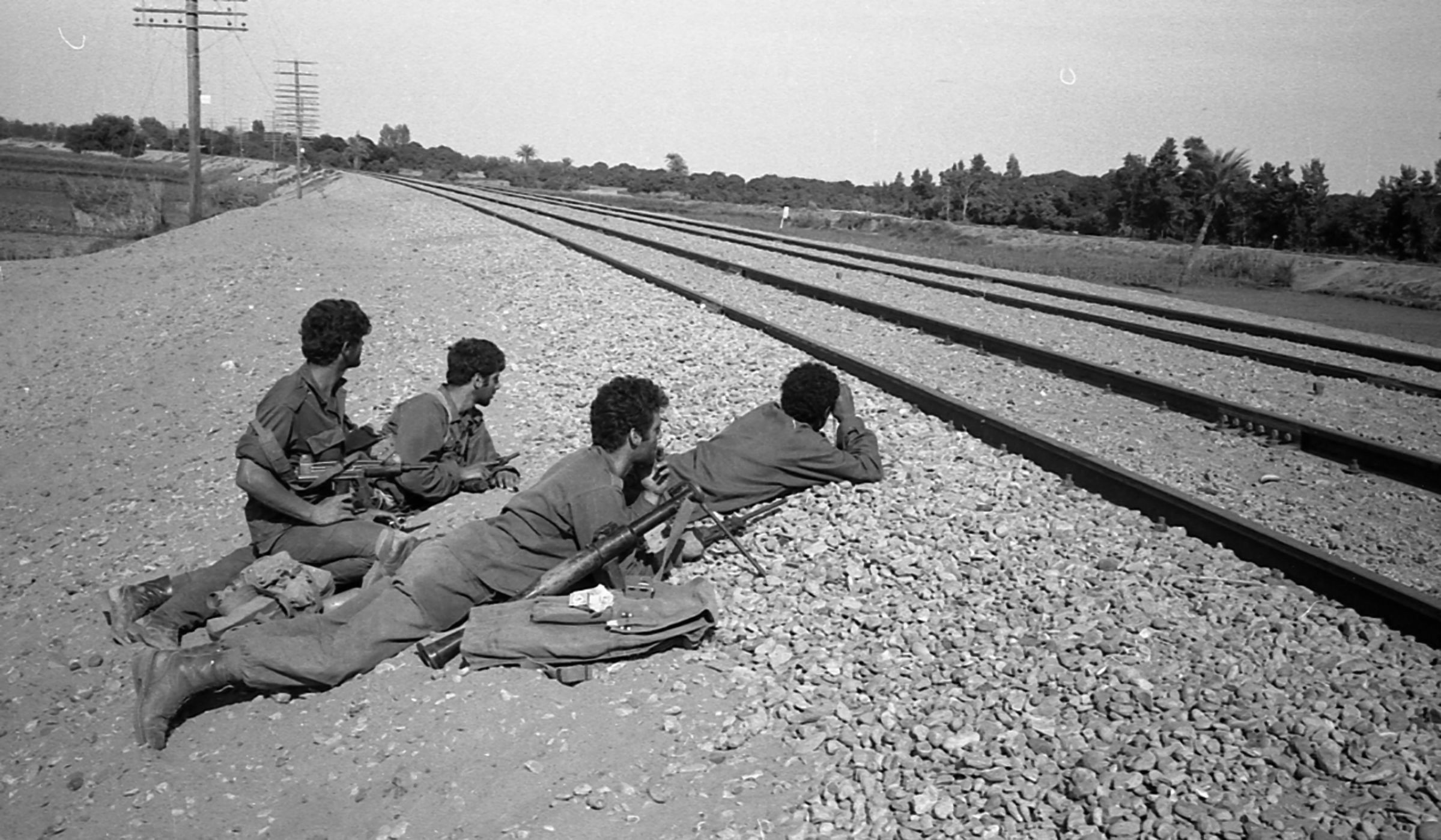
Israëlische soldaten bij een spoorweg. Een van hen heeft een RPG-7 naast zich.

Het 81e bataljon bereikte Serabaeum en nam verdedigende stellingen in ten zuiden van het treinstation in een heuvel die de Israëli “Orcha” noemden. 
Enkel die twee bataljons parachutisten lagen nog tussen de pantserdivisie van Ariel Sharon en het kanaal van Ismaïlia.

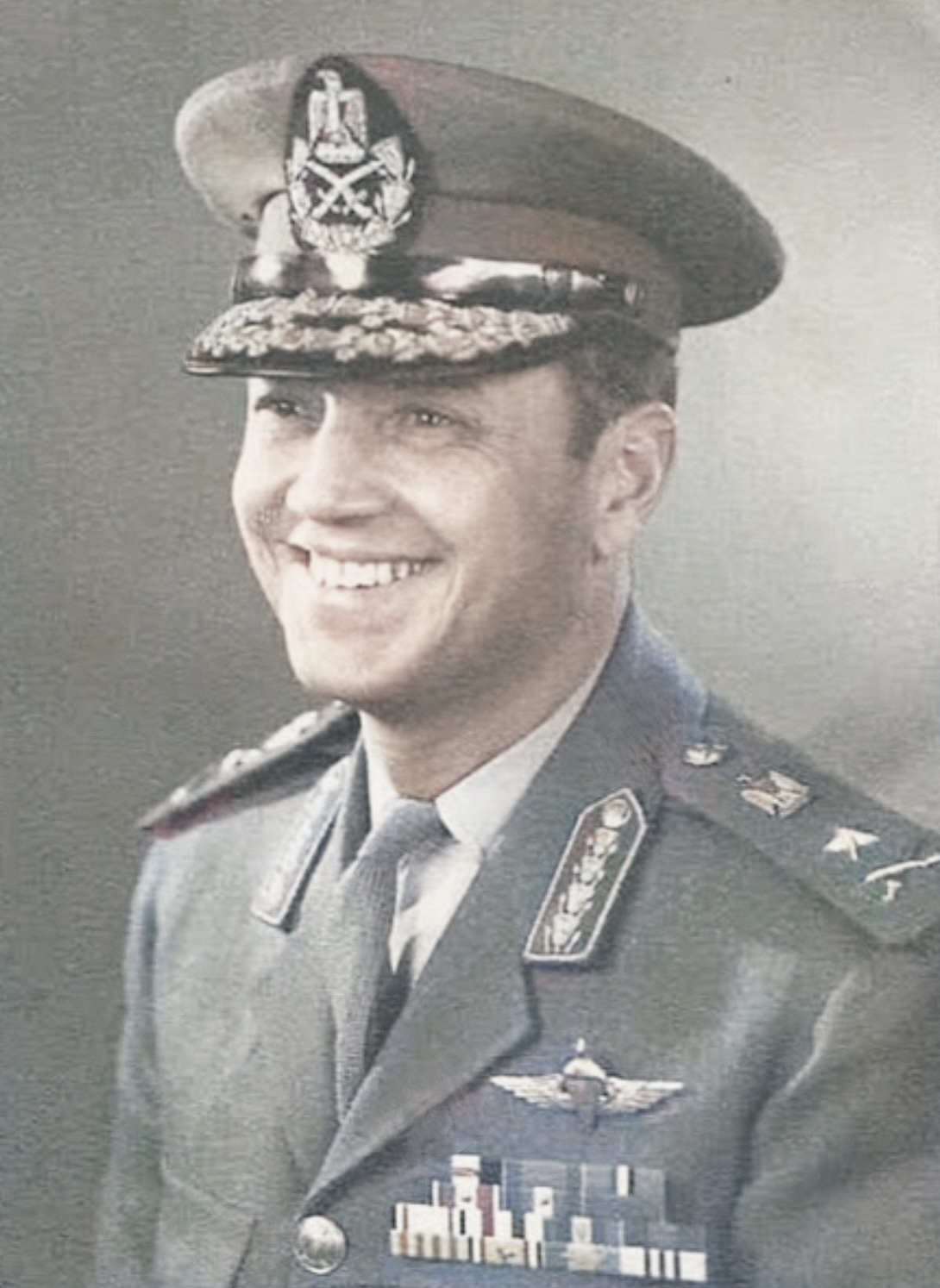
Stafchef Saad el-Shazly kwam van Caïro naar Ismaïlia om de toestand in te schatten. Hij trok stiekem de 15e tankbrigade en een bataljon met antitankwapens en een bataljon infanterie terug van de oostelijke naar de westelijke oever van het Suezkanaal en werd er na de oorlog voor ontslagen en verbannen.

In de namiddag kwam de Egyptische stafchef Saad el-Shazly op bevel van president Anwar Sadat aan bij het hoofdkwartier van het 2e Leger in Ismaïlia. 
Saad el-Shazly wilde de toestand inschatten en met Abdul Munim Khaleel een plan uitwerken om de Israëlische opmars te stuiten.
Abdul Munim Khaleel en Saad el-Shazly gingen akkoord om de 15e tankbrigade terug te trekken van de oostelijke oever van het Suezkanaal naar het noorden van Ismaïlia als reservemacht.
De Egyptische troepen op de oostelijke oever van het Suezkanaal moesten naar het zuiden aanvallen om de Israëlische corridor naar het Suezkanaal te vernauwen.
De brigade parachutisten van Ismail Azmy moest het zuiden van het kanaal van Ismaïlia verdedigen met hulp van El-Sa'ka Forces.
De brigade parachutisten van Ismail Azmy had geen antitankwapens: haar bataljon ATGM met 9M14 Maljoetka en RPG-7 was naar de de oostelijke oever van het Suezkanaal gestuurd voor Operatie Badr. Abdul Munim Khaleel en Saad el-Shazly trokken dit bataljon en een tweede van de 118e brigade infanterie op 18 oktober stiekem terug uit de Sinaï naar hun eenheden op de westelijke oever van het Suezkanaal.

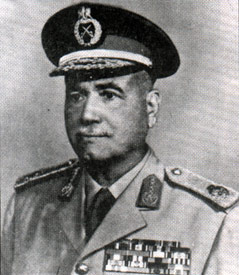
Minister van Oorlog veldmaarschalk Ahmed Ismail Ali verbood om troepen van de oostelijke naar de westelijke oever van het Suezkanaal terug te trekken om Ismaïlia te verdedigen.

Saad el-Shazly en Abdul Munim Khaleel deden dat stiekem, want het ging in tegen de bevelen van Anwar Sadat en minister van oorlog Ahmed Ismail Ali om geen troepen van de oostelijke over van het Suezkanaal naar de westelijke oever terug te trekken.
De 15e tankbrigade werd niet teruggetrokken naar de westelijke oever van het Suezkanaal en de geplande tegenaanval op de oostelijke oever werd afgelast.

### 19 oktober

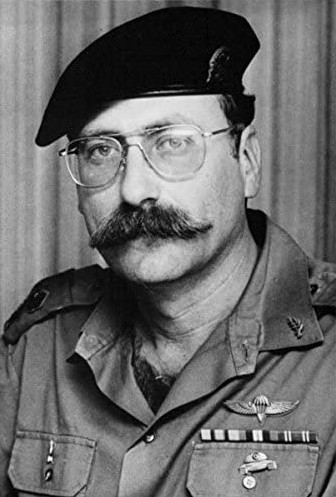
Kolonel Amnon Reshef leidde de 14e tankbrigade.

De 14e tankbrigade van Amnon Reshef stak die ochtend het Suezkanaal over.
Ariel Sharon kreeg toestemming om Ismaïlia aan te vallen.
Het 85e bataljon had zich gehergroepeerd op de basis Inshas en keerde terug naar Ismaïlia onder bevel van Ismail Azmy. De 129e El-Sa'ka Forces trokken terug naar Abu Suweir ten noorden van Ismaïlia om te hergroeperen. Ali Heikal kreeg bevel om de weg an Caïro naar Ismaïlia en de bovenste brug te verdedigen. 
Ariel Sharon stuurde de Israëlische parachutisten van Danny Matt weer noordwaarts naar Serabaeum, waar het 81e bataljon Egyptische parachutisten verdedigde.
De aanval mislukte en Ariel Sharon stuurde Amnon Reshef links van Danny Matt.
Met een bataljon van 30 tanks en gemechaniseerde infanterie rolde Amnon Reshef de linkerflank op.
Om 9:25 berichtte Saad el-Shazly het hoofdkwartier:

De vijand verspreidt groepen in het gebied met tussen 40 en 50 tanks in Fayed en Serabaeum. Hun troepen richten vernieling aan.

Er waren gevechten op korte afstand in de loopgraven.
Bijkomende troepen werden ingezet tegen de heuvel “Orcha”.
In de namiddag meldden de parachutisten dat hun verdediging doorbroken was.
Zij brachten de bruggen over het drinkwaterkanaal te Serabaeum tot ontploffing en trokken zich 5 km noordwaarts terug naar Ain Ghasin.
De Israëli namen de Egyptische stellingen in en ontdekten op de heuvel “Orcha” een afluisterpost.
Ismail Azmy beval het 89e bataljon om van Serabaeum terug te trekken naar de nabije versterking Touscan, 12 km ten zuiden van Ismaïlia.
De Israëli bezetten de wallen van Serabaeum en schoten van daar op Egyptische stellingen op de andere kanaaloever.

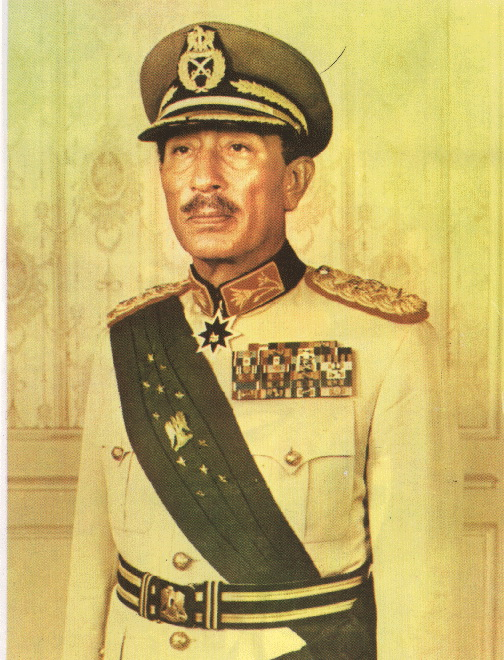
President Anwar Sadat verbood troepen van de oostelijke over naar de westelijke oever van het Suezkanaal terug te trekken.

Het hoofdkwartier in Caïro zond de 2 bataljons van de 139e El-Sa'ka Forces met vrachtwagens naar Ismaïlia, maar zonder tanks of zware wapens.
Ze moesten de Israëlische troepen tot aan Deversoir terugdringen en de Israëlische bruggen over het Suezkanaal vernielen door duikers.
Het hoofdkwartier betrok het 2e Leger niet in de plannen en informeerde het 2e Leger pas de ochtend van 19 oktober, als de El-Sa'ka Forces al van Caïro naar Ismaïlia reden.
Abdul Munim Khaleel gaf de militaire politie opdracht om de vrachtwagens van de 139e El-Sa'ka Forces tegen te houden bij Abu Suweir en hun commandant kolonel Osama Ibrahim mee te brengen naar het hoofdkwartier te Ismaïlia. 

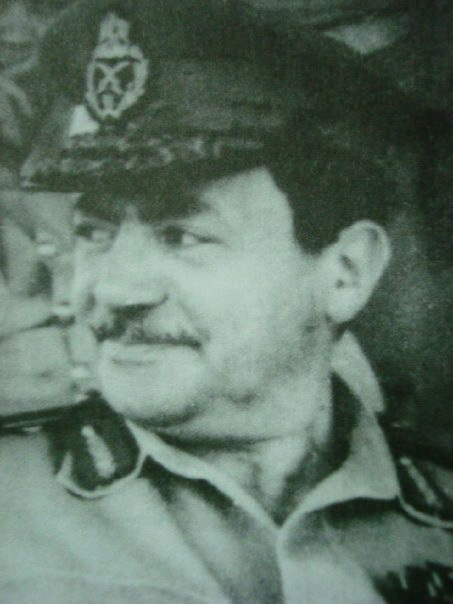
Brigade-generaal Abdul Munim Khaleel, commandant van het 2e Leger, organiseerde de verdediging van Ismaïlia.

Osama Ibrahim kwam die avond aan bij Abdul Munim Khaleel en Saad el-Shazly. Beiden waren verbijsterd over de onmogelijke opdracht van Osama Ibrahim. Abdul Munim Khaleel gelaste de operatie af en plaatste de El-Sa'ka Forces onder bevel van het 2e Leger.
Osama Ibrahim lichtte het hoofdkwartier te Caïro in van zijn nieuwe bevelen.
Tegen 24:00 stond hij terug in het hoofdkwartier van Abdul Munim Khaleel: het hoofdkwartier te Caïro had hem bevolen om zijn oorspronkelijke opdracht uit te voeren.

### 20 en 21 oktober

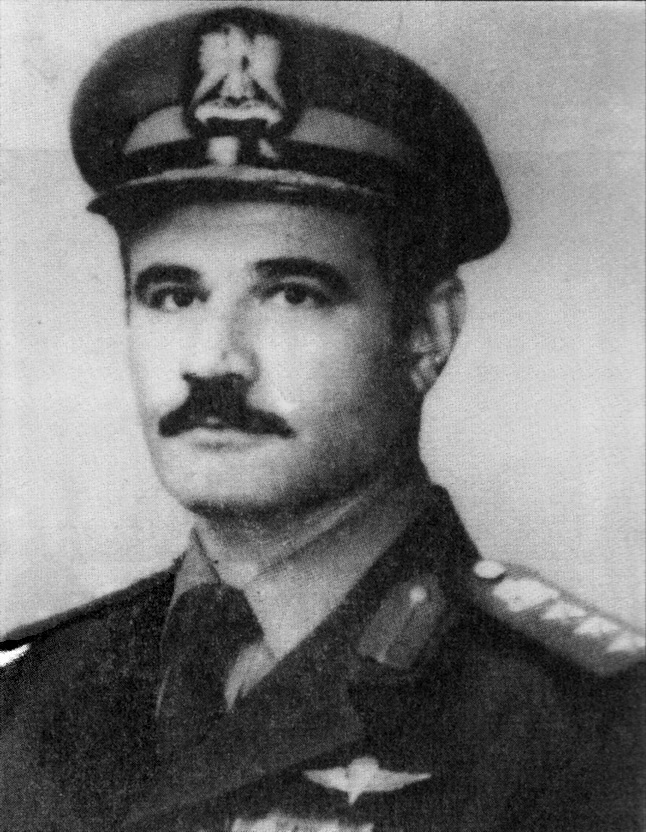
Kolonel Osama Ibrahim, commandant van de 139e Sa'ka Forces kreeg een onmogelijke opdracht van het hoofdkwartier in Caïro: hij moest zonder tanks of zware wapens Ariel Sharon terugdrijven naar de Sinaï.

Vanaf zonsopgang op 20 oktober viel de Israëlische luchtmacht heel de dag Ismaïlia, de legerbasis al-Galaa' en Jebel Mariam aan. Ze bood ook luchtsteun aan de oprukkende grondtroepen.
Ze gebruikten bommen met tijdsvertraging en napalm.
Saad el-Shazly reisde die avond van Ismaïlia terug naar het hoofdkwartier te Caïro waar hij een somber verslag uitbracht van de militaire toestand.
Hij beval aan om troepen van de oostelijke oever terug te trekken om op de westelijke oever te verdedigen. Anwar Sadat verbood dit en dreigde met een militaire rechtbank.
Ariel Sharon viel van Serabaeum aan naar het noorden met Danny Matt rechts, Haim Erez in het midden en Amnon Reshef links.
De opmars gebeurde over heel de breedte ten westen van het Suezkanaal en ten oosten van het drinkwaterkanaal. 
Bij zonsopgang lagen Touscan en Ain Ghasin onder vuur. 
Het 89e bataljon had alle troepen in de versterking van Touscan geconcentreerd, maar de Israëlische tanks en gemechaniseerde infanterie waren sterker. 
Ismail Azmy bracht bij het hoofdkwartier van het 2e Leger verslag uit van de toestand en vroeg toestemming om de brug over het drinkwaterkanaal op te blazen en over te gaan tot inundatie om de tanks tegen te houden.
Abdul Munim Khaleel had strikte orders omdat niet te doen, omdat het drinkwaterkanaal alle burgers tot Suez van drinkwater voorzag.
De toestand verslechterde en Ismail Azmy blies de brug toch op en ging over tot inundatie. Hij werd daarvoor op 25 oktober ontslagen.
Nu liepen de parachutisten van Danny Matt voorop in het midden. De gemechaniseerde infanterie moest uitstappen en te voet door het water waden.
De stelling Touscan lag onder artillerievuur en luchtaanvallen en was rond 12:00 omsingeld.
Er bleven nog 120 parachutisten over die konden vechten.
Het 81e bataljon hield Ain Ghasin tot de namiddag en trok dan terug naar Nefisha.
Het gehergroepeerde 85e bataljon moest Touscan, Jebel Mariam en Heneidac bezetten. 
De commandant van het bataljon, luitenant-kolonel Monsif zag bij verkenning dat Touscan omsingeld was en onder vuur lag en hij stuurde twee compagnieën parachutisten naar Jebel Mariam en een compagnie naar Heneidac.
De 139e El-Sa'ka Forces reden bij zonsondergang zuidwaarts vanuit Ismaïlia. 
Beide bataljons reden in colonne met een compagnie als voorhoede.
Kolonel Osama Ibrahim zond vier groepen verkenners en maar een keerde terug.
Toen de El-Sa'ka Forces zuidwaarts reden, ontmoetten ze groepen Egyptische parachutisten van het  81e en 89e bataljon, die terugtrokken naar het noorden voor de Israëlische aanval.
Bij Ain Ghasin reden ze in een hinderlaag en enkele vrachtwagens werden geraakt.
De voorhoede opende het vuur en een fel vuurgevecht volgde.
De soldaten sprongen uit hun vrachtwagens en zochten dekking in boerderijen en boomgaarden.
De vrachtwagens keerden om en de El-Sa'ka Forces trokken zich terug ten zuiden van het dorp Abu 'Atwa, 3 km ten zuiden van Ismaïlia.
Osama Ibrahim vroeg artilleriesteun, maar de Israëli stoorden zijn radio en spraken valse berichten in het Arabisch.
Israëlische artillerie beschoot hem, maar de mangobomen dempten de inslagen en beschermden tegen granaatscherven.

#### Terugtocht naar het kanaal van Ismaïlia
Ali Heikal riep Osama Ibrahim naar het hoofdkwartier in Ismaïlia en hij kwam er na 24:00 aan.
Abdul Munim Khaleel had het hoofdkwartier in Caïro kunnen overtuigen om de operatie af te gelasten en de 139e El-Sa'ka Forces onder zijn bevel te plaatsen om Ismaïlia te verdedigen.
Osama Ibrahim moest Abu 'Atwa en Nefisha bezetten en verdedigen.
Tegen zonsopgang op 21 oktober had hij in beide een bataljon.
De El-Sa'ka Forces en de parachutisten van het 85e bataljon sloegen de Israëlische aanval af.
Het gevecht ging op en af ten zuiden van het Timsahmeer.
Toen op 20 oktober de nacht viel hadden de Israëli geen vooruitgang geboekt en de Egyptische parachutisten hielden Touscan.
Israëlische artillerie had de weg van Caïro naar Ismaïlia onberijdbaar gemaakt.
Ismail Azmy verloor ‘s nachts contact met het 89e bataljon door het zware Israëlische bombardement op Touscan.
De ochtend van 21 oktober vielen de Israëli opnieuw aan, maar de Egyptische parachutisten weerden de aanval af.
Tegen zonsondergang gaf het bataljon Touscan op en trok noordwaarts terug.
Ismail Azmy trok het 81e en 89e bataljon terug naar het stadion van Ismaïlia voor hergroepering.

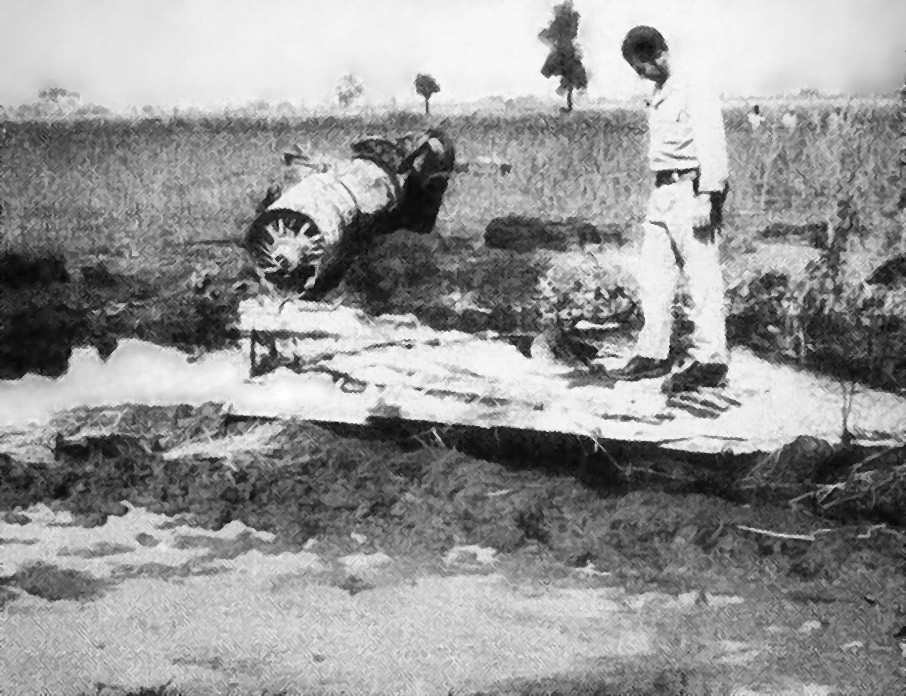
Een Mirage van de Israëlische luchtmacht neergeschoten boven de westelijke oever van het Suezkanaal tijdens de slag.

De Israëli vielen Heneidac aan bij zonsopgang die dag met tanks, infanterie, luchtsteun en artilleriesteun en namen Heneidac in voor 12:00.
De parachutisten trokken zich noordwaarts terug en vervoegden de rest van het 85e bataljon te Jebel Mariam, nu de enige stelling verdedigd door de 182e brigade parachutisten en de laatste stelling langs het Suezkanaal voor Ismaïlia.

#### Insubordinatie

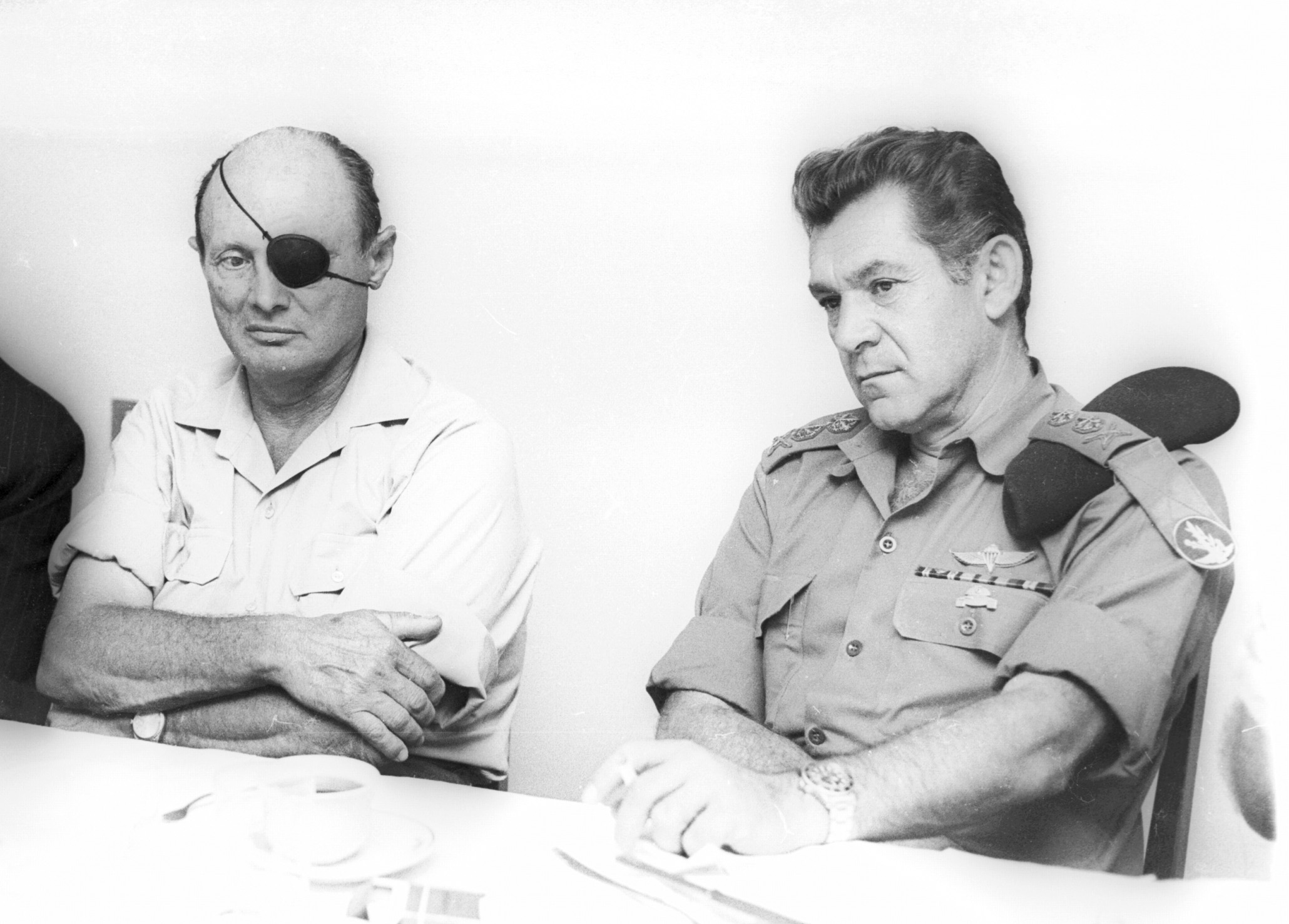
Minister van defensie Moshe Dayan met stafchef David Elazar. Moshe Dayan gaf Ariel Sharon gelijk tegen diens drie oversten David Elazar, Haim Bar-Lev en Shmuel Gonen in, dat Ariel Sharon de 14e tankbrigade van Amnon Reshef niet naar de oostelijke oever van het Suezkanaal moest terugtrekken en ermee mocht aanvallen op de westelijke oever.

Generaal-majoors Haim Bar-Lev en Shmuel Gonen van het zuidelijk commando zeiden Ariel Sharon om troepen naar de oostelijke oever van het Suezkanaal terug te trekken om de corridor naar het Israëlische bruggenhoofd op de oostelijke kanaaloever te verbreden, maar Ariel Sharon vond dat onnodig en legde de bevelen naast zich neer.
Gonen stuurde een formeel bevel om troepen naar de oostelijke oever terug te trekken voor een grote aanval om de corridor te verbreden en Sharon stuurde vijf tanks.
De aanval werd afgeslagen.
Stafchef Luitenant-generaal David Elazar was bij Bar-Lev en Gonen aangekomen en beval Sharon om opnieuw aan te vallen met de 14e tankbrigade van Amnon Reshef.
Sharon was daartegen en argumenteerde dat als hij in zijn missie slaagde heel het 2e Leger zou ineenstorten en ook alle gevaar voor de corridor of het bruggenhoofd zouden verdwijnen.
Hij voegde eraan toe dat hij al lang Ismaïlia zou omsingeld hebben als het zuidelijk commando niet zo geaarzeld had.
Zijn drie oversten drongen aan en Ariel Sharon belde de minister van defensie Moshe Dayan, die Ariel Sharon gelijk gaf en aanvallen op de oostelijke oever afzegde.
Ariel Sharon mocht nu met zijn drie tankbrigades Ismaïlia aanvallen.

### 22 oktober

#### Egyptische verdediging

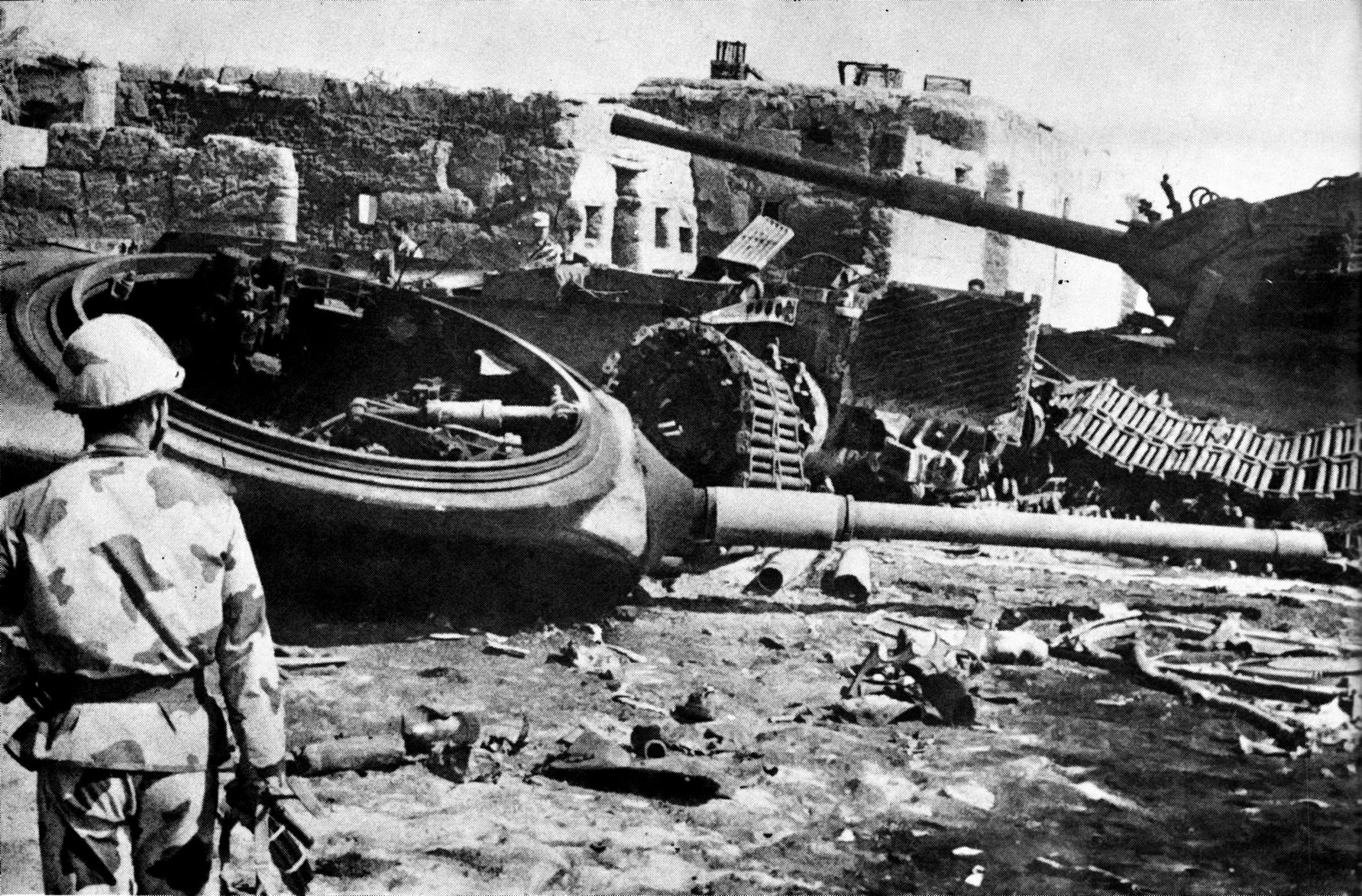
Een Egyptische El-Sa'ka' bij een Israëlische M48 Patton tank in Abu 'Atwa bij Ismaïlia.

Abdul Munim Khaleel trachtte de Israëli met artillerie te beletten om het kanaal van Ismaïlia over te steken.

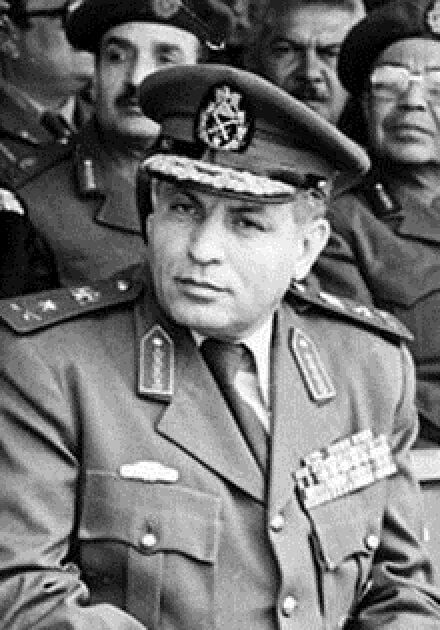
Brigade-generaal Abd al-Halim Abu Ghazala, commandant van de artillerie van het 2e Leger richtte 280 kanonnen op de Israëli.

Brigade-generaal Abd al-Halim Abu Ghazala, commandant van de artillerie van het 2e Leger had 10 bataljons artillerie opgesteld ten noorden van het kanaal van Ismaïlia.
Daarbij kwamen nog 8 bataljons artillerie op de oostelijke oever van het Suezkanaal, samen 280 kanonnen.
Hij plaatste 8 9M14 Maljoetka lanceerinrichtingen ten oosten van de bovenste brug en 6 BRDM verkenningsvoertuigen met 9M14 Maljoetka antitankwapens.
De 118e brigade gemechaniseerde infanterie moest de bruggen over het kanaal van Ismaïlia bezetten en de stad en de nabije legerbasis van al-Galaa' verdedigen. 
Het 85e bataljon parachutisten kreeg bevel van Abdul Munim Khaleel:

Houd Jebel Mariam tot de laatste kogel en de laatste man!

Jebel Mariam zag uit over Ismaïlia en de wegen ernaar toe.
Het bataljon 120 mm mortieren van de 182e brigade parachutisten werd toegevoegd aan de parachutisten te Jebel Mariam voor meer vuurkracht.
De twee bataljons van het 139e El-Sa'ka Forces bezetten Abu 'Atwa en Nefisha.
Een compagnie van het bataljon te Nefisha werd in reserve gehouden.
Veel burgers, vooral boeren, vluchtten met hun bezittingen en vee naar het noorden en veroorzaakten een verkeersopstopping.

#### Israëlische slotaanval

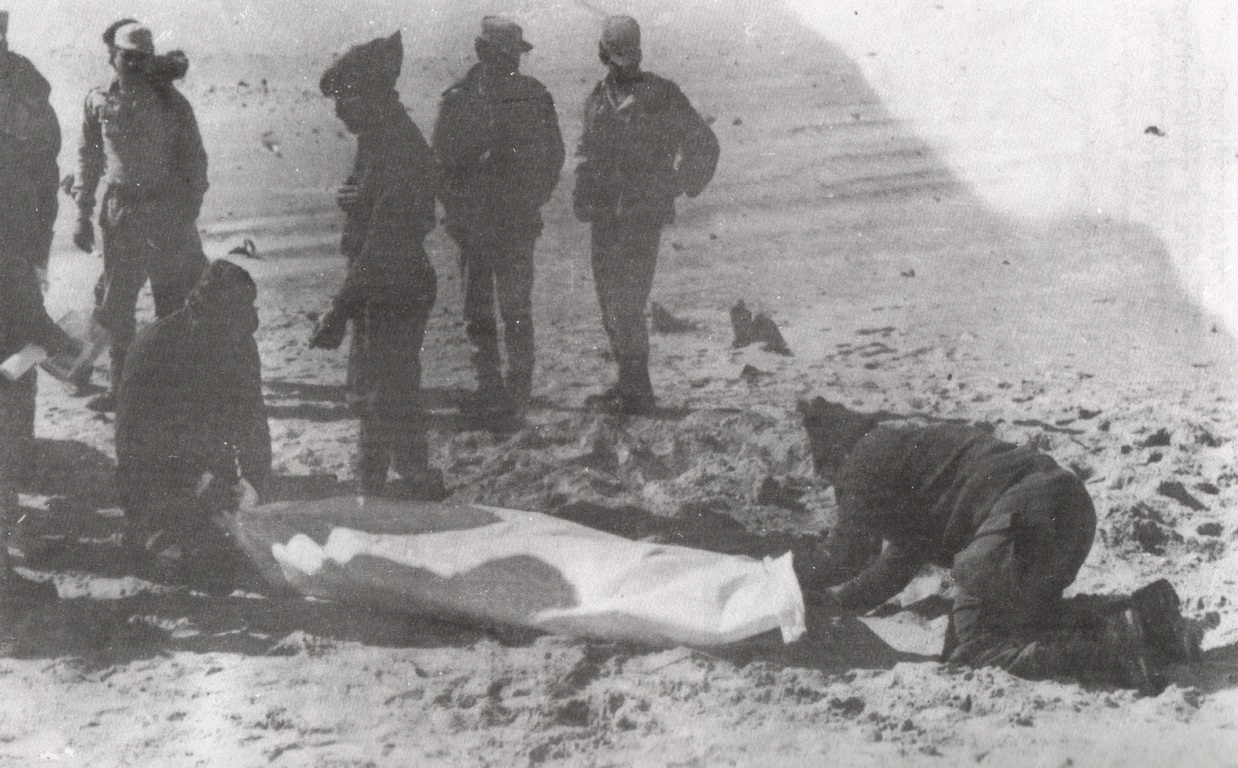
Egyptische soldaten verzamelen lijken van Israëlische soldaten gedood in de slag om Ismaïlia.

In de nacht van 21 op 22 oktober schoot Egyptische artillerie op commandoposten en tankconcentraties te Serabaeum en Ain Ghasin.
In de ochtend viel de Israëlische luchtmacht stellingen te Jebel Mariam, Abu 'Atwa, Nefisha en al-Galaa' base aan en om 12:00 vernietigde ze de brug Abu Gamoos te Ismaïlia. 
Compagnieën tanks en gemechaniseerde infanterie vielen de bovenste brug en de bruggen bij Nefisha aan, maar werden teruggeslagen met 9M14 Maljoetka antitankwapens.
Om 10:00 vielen de Israëli opnieuw aan naar Jebel Mariam, Abu 'Atwa en Nefisha. 
De parachutisten te Jebel Mariam konden door hun geschikte positie de aanval afslaan tegen de late namiddag.
De Israëli beschoten de El-Sa'ka Forces te Abu 'Atwa en Nefisha met artillerie en mortieren.
Rond 12:00 verloren Israëli twee tanks en een halfrupsvoertuig in gevecht met verkenners van de El-Sa'ka Forces.
Om 13:00 viel een compagnie Israëlische parachutisten Abu 'Atwa aan zonder voorafgaande verkenning en ze liepen in een hinderlaag, verloren 4 tanks en 50 doden.
Twee compagnies tanks en gemechaniseerde infanterie vielen Nefisha aan met luchtsteun.
Het bataljon Saiqa sloeg de aanval af.
De Israëli verloren 3 tanks en 2 halfrupsvoertuigen.
De El-Sa'ka Forces verloren te Nefisha 24 commando’s, waaronder 4 officieren en 42 gewonden, waaronder 3 officieren.
Volgens de journalist Edgar O'Ballance voerden de El-Sa'ka Forces in de namiddag een tegenaanval uit die troepen van Ariel Sharon terugdreef langs het drinkwaterkanaal.

## Wapenstilstand

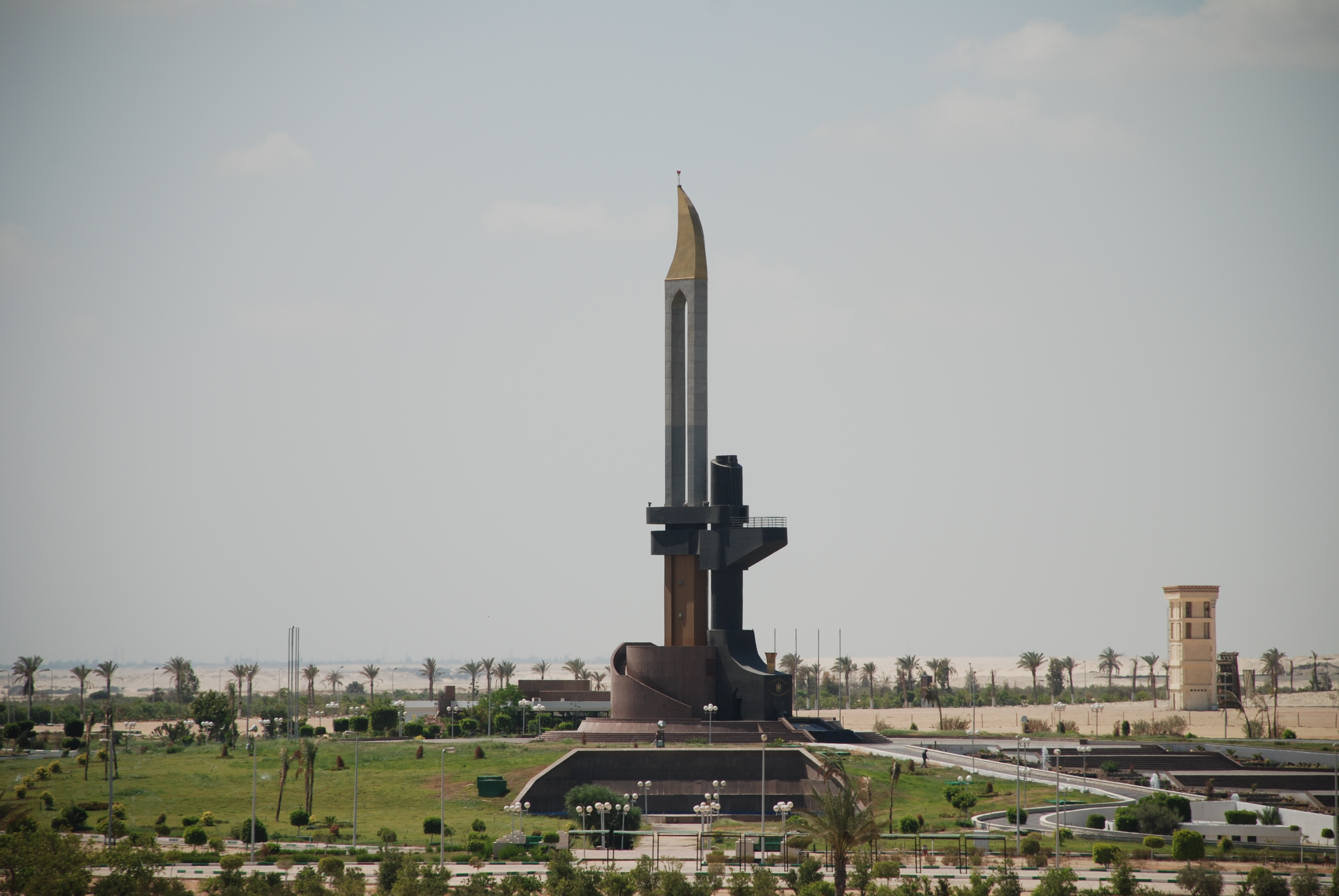
Een betonnen monument in de vorm van een AK-47 met een bajonet geschonken door Noord-Korea om de slag te gedenken.

Na zonsondergang om 18:52 trad de wapenstilstand in per Resolutie 338 Veiligheidsraad Verenigde Naties. Ariel Sharons opmars naar Ismaïlia was gestuit en de logistiek van het 2e Leger bleef intact, maar Avraham Adan had op 23 oktober Suez omsingeld met zijn 162e pantserdivisie.
Op het slagveld lagen nog veel gewonde Israëli. Sharon vroeg helikopters om de gewonden te evacueren, maar Haim Bar-Lev weigerde omdat hij landen in het donker te gevaarlijk vond. Uiteindelijk werden de gewonden in vier uur afgevoerd.
Bij zonsopgang zagen de Israëlische parachutisten en de El-Sa'ka Forces dat ze maar 20 m uiteen lagen.
De ochtend van 23 oktober zag een compagnie Israëlische parachutisten geleid door kapitein Gideon Shamir El-Sa'ka Forces in een boomgaard 100 m verder.
Shamir nam een soldaat mee die Arabische sprak en riep:

Wapenstilstand! Vrede!

De El-Sa'ka Forces haalden hun compagniecommandant, majoor Ali.
Soldaten van beide zijden verbroederden.
El-Sa'ka Forces en parachutisten dronken samen koffie, speelden backgammon en voetbal en maakten persoonlijk kennis.
De Israëli hielden een dansfeest “Kumzits”. 
De Egyptenaren slachtten een schaap.
Ali nodigde Shamir uit naar Caïro, maar de Israëlische veiligheidsdienst verbood dat.
De Israëlische journalist Avraham Rabinovitsj zei hierover:

De Egyptische commando’s en de Israëlische parachutisten waren de speerpunten van hun respectievelijke legers. Dat deze gemotiveerde vechters vanuit zichzelf bij de eerste gelegenheid kozen om de wapens neer te leggen en samen brood te breken op het slagveld zei iets over wat de oorlog had teweeggebracht.